# George T. Delacorte
George T. Delacorte, Jr., né le 20 janvier 1894 à New York et mort le 4 mai 1991  à New York, est un éditeur américain, créateur de Dell Publishing en 1921.

## Biographie
George T. Delacorte, Jr. naît le 20 janvier 1894 à New York. Il suit les traces de son père, juriste, et étudie le droit à l'université Columbia. Il en est diplômé en 1913 mais plutôt que commencer une carrière de juriste, il préfère travailler dans l'édition. Licencié par un employeur, il gagne le procès qui l'oppose à celui-ci et avec les 10 000 dollars qui lui sont versés, il fonde en 1921 la société d'édition Corte Publishing Company, Inc. Celle-ci est spécialisée dans l'édition de pulps, magazine très bon marché et de mauvaise qualité. Sensible aux attentes du lectorat, il produit des magazines qui attirent facilement celui-ci sans chercher à innover. Cela lui permet de s'assurer une situation financière confortable et en 1929, il renomme sa société Dell Publishing, Inc. et fonde sa division Dell Comics. Sa première publication est un magazine au format tabloïd de 16 pages intitulé The Funnies qui réédite des comic strips déjà publiés dans des journaux. Pour imprimer ce magazine, Delacorte s'associe avec la Eastern Color Printing. L'expérience commence le 16 janvier 1929 et dure 36 numéros avant d'être interrompue.